# Петровский (малая спортивная арена)
Ма́лая спорти́вная аре́на «Петро́вский» (МСА «Петровский») расположена на Петровском острове в Санкт-Петербурге, является частью Спортивного комплекса «Петровский». Трибуны рассчитаны на 2835 мест. Искусственный газон. Вокруг поля оборудованы 8 легкоатлетических дорожек.

## Основные сведения
Стадион являлся домашним для молодёжного состава «Зенита» и фарм-клуба «Зенит-2». С 2013 по 2016 год использовался командой «Тосно» для выступления в ПФЛ и ФНЛ. Также свои матчи здесь проводили клубы «Русь» и «Питер». С 2019 года «Зенит-2» и молодёжная команда «Зенита» стали проводить домашние матчи на стадионе Академии «Зенита». Детско-юношеские команды СШОР «Зенит» используют стадион для участия в соревнованиях России и Санкт-Петербурга.
Наряду с «Динамо» — один из двух стадионов в городе, на котором могут проводится матчи зимнего чемпионата Санкт-Петербурга по футболу.
12 апреля 2016 года здесь прошёл матч пятой группы отборочного турнира чемпионата Европы-2017 среди женщин между сборными России и Венгрии.
С 30 августа 2018 года стадион использует регбийный клуб «Нарвская Застава».
В сезоне 2019/20 стадион был одной из домашних арен для футбольного клуба «Звезда» в Первенстве ПФЛ. Также с этого же сезона стадион стала использовать команда СШОР «Зенит», играющая в Юношеской футбольной лиге.
В сезоне 2021/22 и первой части сезона 2022/23 являлся домашней ареной для петербургского «Динамо» в матчах первенства Второй лиги и Кубка России.

## Расположение
Малая арена находится на территории объекта культурного наследия «Петровский парк». Во второй половине 2010-х годов с началом строительства многоквартирных домов рядом с малой ареной «Петровского» возникли вопросы относительно будущего малой арены, усилившиеся в контексте информации 2022 года о реконструкции ЦСА «Петровский».

## Матчи женских сборных
| 12 апреля 2016 групповая квалификация ЧЕ-2017 | Россия                              | 3:3   | Венгрия                            | Санкт-Петербург                                                |
| 17:00 CET                                     | Терехова 13′, 85′ · Дмитренко 90+2′ | Отчет | Ваго 19′ · Зеллер 66′ · Якабфи 76′ | Стадион: МСА Петровский Зрителей: 2543 Судья: Sofia Karagiorgi |

| 24 октября 2017 квалификация ЧМ-2019 | Россия | 0:0     | Уэльс | Санкт-Петербург                                             |
| 16:00                                |        | (отчёт) |       | Стадион: МСА Петровский Зрителей: 1931 Судья: Весна Будимир |